# Интеркоммерц

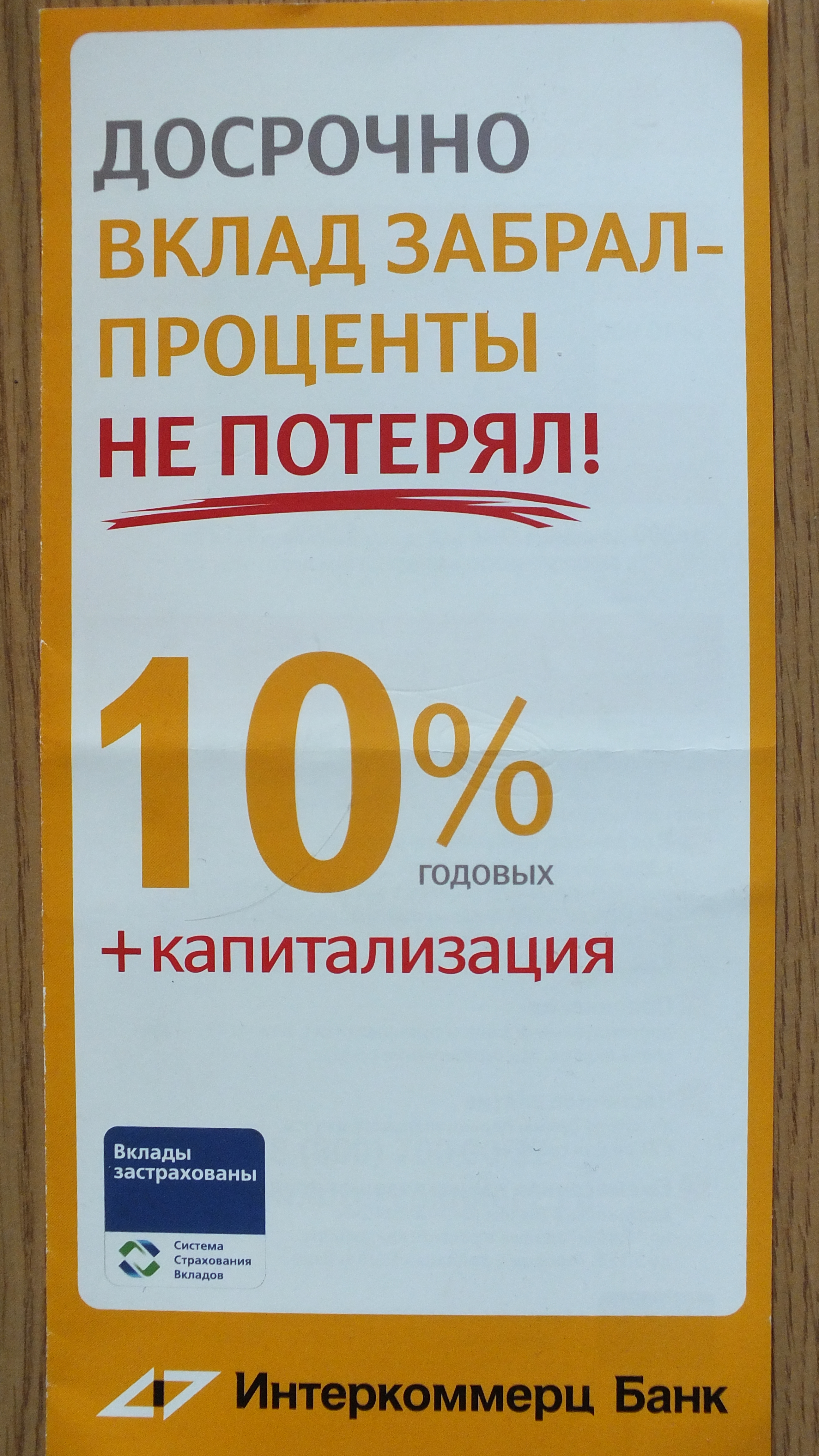
рекламный буклет банка в 2014 году

Интеркомме́рц (ООО «Коммерческий Банк „Интеркоммерц“») — российский коммерческий банк, прекративший деятельность 8 февраля 2016 года в связи с отзывом лицензии Центральным банком РФ.
Основан в 1991 году как банк «Аист». Затем был перекуплен новыми владельцами и переименован в «Интеркоммерц». В сентябре 2010 года к нему был присоединен «Евразбанк». В январе 2016 года в «Интеркоммерце» прошла проверка Центрального банка, который предписал досоздать резервы на 3 млрд рублей. На этом фоне банк столкнулся с оттоком средств компаний. Расходы государства в связи с отзывом лицензии у банка оцениваются в 64 млрд рублей.
Это был последний уцелевший банк, через который транзитом проходили деньги компаний-участников сомнительной схемы возврата НДС из расследования юриста фонда Hermitage Capital Сергея Магнитского (умер в СИЗО).